# Nepenthes deaniana
Nepenthes deaniana är en tvåhjärtbladig växtart som beskrevs av Macfarl. Nepenthes deaniana ingår i släktet Nepenthes och familjen Nepenthaceae. Inga underarter finns listade i Catalogue of Life.